# Raión de Krupki
Krupski (en bielorruso: Крупскі раён) es un raión o distrito de Bielorrusia, en la provincia (óblast) de Minsk. 
Comprende una superficie de 2 138 km².
El centro administrativo es la ciudad de Krupki.

## Demografía
Según estimación 2010 contaba con una población total de 26 522 habitantes.

## Subdivisiones
Comprende la ciudad subdistrital de Krupki, los asentamientos de tipo urbano de Bobr y Jalópenichy y cinco consejos rurales:
- Aktsiabr (con capital en Próshyka)
- Ihrushka
- Krupski (con capital en Judautsý)
- Ujvala
- Jatsiujova